# Ле Анри, Ален
Ален Ле Анри (фр. Alain Le Henry) — французский киносценарист. Лауреат премий Каннского и Стокгольмского кинофестивалей за лучший сценарий фильма «Никому не известный герой» и премии Монреальского кинофестиваля за сценарий киноленты «Я счастлив, что моя мать жива». Неоднократно сотрудничал с известными режиссёрами: Дианой Кюрис, Александрои Аркади, Режисом Варнье, Жаком Одиаром и другими.

## Фильмография
сценарист
- 1977 — Мятная содовая / Diabolo menthe (реж. Диана Кюрис)
- 1980 — Коктейль Молотова / Cocktail Molotov (реж. Диана Кюрис)
- 1980 — Что ж я такого сделал, что моя жена всё время пьет с мужчинами? / 
Mais qu'est-ce que j'ai fait au bon Dieu pour avoir une femme qui boit dans les cafés avec les hommes ? (реж. Жан Сен-Амон)
- 1982 — День искупления / Le Grand Pardon (реж. Александр Аркади)
- 1983 — Любовь с первого взгляда / Coup de foudre (реж. Диана Кюрис)
- 1983 — Большой карнавал / Le Grand Carnaval (реж. Александр Аркади)
- 1985 — Подземка / Subway (реж. Люк Бессон)
- 1985 — Эльза, Эльза / Elsa, Elsa (реж. Дидье Одпен)
- 1986 — Женщина моей жизни / La Femme de ma vie (реж. Режис Варнье)
- 1987 — Ангельская пыль / Poussière d'ange (реж. Эдуар Ньерман)
- 1987 — Последнее лето в Танжере / Dernier été à Tanger (реж. Александр Аркади)
- 1988 — Холодный пот / Sueurs froides (сериал, эпизод Louis-Charles, mon amour, реж. Режис Варнье)
- 1989 — Я был хозяином замка / Je suis le seigneur du château (реж. Режис Варнье)
- 1990 — Такова жизнь / La Baule-les-Pins (реж. Диана Кюрис)
- 1990 — Девушка с холмов / La Fille des collines (реж. Робен Дави)
- 1990 — Комиссар Наварро / Navarro (сериал, 3 эпизода, реж. Жерар Маркс)
- 1994 — Смотри, как падают люди / Regarde les hommes tomber (реж. Жак Одиар)
- 1995 — Французская женщина / Une femme française (реж. Режис Варнье)
- 1996 — Никому не известный герой / Un héros très discret (реж. Жак Одиар)
- 1996 — Jeunesse sans dieu (ТВ) (реж. Катрин Корсини)
- 1998 — L'histoire du samedi (сериал, 1 эпизод, реж. Эдуар Ньерман)
- 1999 — Оператор смерти / Stringer (в титрах не указан) (реж. Клаус Бидерманн)
- 2006 — Облака (ТВ) / Nuages (реж. Ален Робийар)
- 2007 — Жизнь будет прекрасной (ТВ) / La vie sera belle (реж. Эдвин Бейли)
- 2007 — Rock'n Roll Circus (реж. Ален Робийар)
- 2009 — Я счастлив, что моя мать жива / Je suis heureux que ma mère soit vivante (реж. Клод Миллер, Натан Миллер)
- 2010 — Анжель и Тони / Angèle et Tony (реж. Аликс Делапорт)
- 2011 — Обвиняемый Мендес Франс (ТВ) / Accusé Mendès France (реж. Лоран Эйнеманн)
- 2011 — Несчастный случай (ТВ) / Accident de parcours (реж. Патрик Вольсон)
- 2014 — Последний удар молота / Le Dernier Coup de marteau (реж. Аликс Делапорт)
- 2015 — Двое (ТВ) / Deux (реж. Анн Вийасек)

Помощник режиссёра
- 1977 — Мятная содовая / Diabolo menthe (реж. Диана Кюрис)
- 1979 — Порыв сирокко / Le Coup de sirocco (реж. Александр Аркади)

## Награды и номинации
Каннский кинофестиваль:
- 1996 — Лучший сценарий — «Никому не известный герой» (награда, совместно с Жаком Одиаром)[1]

Стокгольмский кинофестиваль:
- 1996 — Лучший сценарий — «Никому не известный герой» (награда, совместно с Жаком Одиаром)[1]

Монреальский кинофестиваль:
- 2009 — Лучший сценарий — «Я счастлив, что моя мать жива» (награда)[2]

Премия «Сезар»:
- 1984 — Лучший оригинальный сценарий и диалоги — «Любовь с первого взгляда» (номинация, совместно с Дианой Кюрис)
- 1995 — Лучший оригинальный или адаптированный сценарий — «Смотри, как падают люди» (номинация, совместно с Жаком Одиаром)
- 1997 — Лучший оригинальный или адаптированный сценарий —  — «Никому не известный герой» (номинация, совместно с Жаком Одиаром)